# دیمیتار دوبرف
دیمیتار دوبرف (بلغاری: Димитър Добрев؛ ۱۴ آوریل ۱۹۳۱ – ۱ آوریل ۲۰۱۹) کشتی‌گیر فرنگی اهل بلغارستان بود.